# Blomvisslare
Blomvisslare, Pyrgus andromedae, är en art i insektsordningen fjärilar som tillhör familjen tjockhuvuden, Hesperiidae. Den förekommer i bergsområden i centrala och sydvästra Europa, som Alperna och Pyrenéerna, och i norra Skandinavien. Enligt den finländska rödlistan är arten sårbar (VU) i Finland. Populationen i Sverige är livskraftig (LC) . Det finns även en population i norra Uralbergen och två mindre populationer på Balkanhalvön i Slovenien och Serbien.
Blomvisslaren har en vingbredd på omkring 27 till 29 millimeter. Grundfärgen på vingarna är mörkt brunaktig och vingarnas ytterkanter har vita markeringar. På framvingarnas ovansida finns tydliga vita fläckar, medan bakvingarna saknar eller bara har vagt framträdande fläckar. På undersidan av bakvingarna finns nära vingens bakkant en för arten typisk ljusare markering, ofta liknad vid ett utropstecken.
I Alperna och Pyrenéerna lever arten främst på fuktiga bergsängar, ofta nära vattendrag eller myr. I Norden hittas arten främst i buskskogar med låga buskar samt på sluttningar med glest fördelad växtlighet. Larverna lever vanligen på fjällsippa (Dryas octopetala). Flera larver skapar tillsammans ett skydd av sammanvävda blad. Efter vintern sker förpuppningen i ett liknande gömställe.
I begränsade regionen, till exempel Österrike, minskar populationen. Uppskattningsvis ingår 10 000 vuxna exemplar i beståndet. IUCN listar blomvisslare som livskraftig (LC).